# 빌 코브스
빌 코브스(Bill Cobbs, 1934년 6월 16일~2024년 6월 25일)는 미국의 배우이다.

## 출연 작품
- 컬러 오브 머니
- 데몰리션 맨 - 나이 든 재커리 램 역
- 허드서커 대리인 - 모스 역
- 오즈 그레이트 앤드 파워풀 - 마스터 팅커 역[1]
- 블러드 킬 - 스윌레이 역
- 박물관이 살아있다![2]